# Москва-Пасажирська
Москва-Пасажирська, Москва-Октябрська також Ленінградський вокзал (у 1855—1923 — Миколаївський; у 1923—1937 — Октябрський) що є пасажирським терміналом залізничної станції Москва-Октябрська. Один з десяти залізничних вокзалів Москви. Входить до Московської регіональної дирекції Дирекції залізничних вокзалів.
Станція Москва-Пасажирська Октябрської залізниці входить до Московського центру організації роботи залізничних станцій ДЦС-1 Октябрської дирекції управління рухом. За основним застосування є пасажирською, за обсягом роботи — позакласною. Є кінцевим пунктом головного ходу ОЗ Санкт-Петербург — Москва з кінцевою дільницею — Ленінградським напрямком московського вузла. Є тупиковою (нетранзітною).
Єдиний московський вокзал і вокзальна станція, що відносяться не до Московської залізниці, а до Октябрської.

## Історія
Вокзал побудовано в 1844—1851 за єдиним проєктом від Костянтина Тона та Желязевич Рудольф Андрійович, як кінцева, улюблений проєкт імператора Миколи I. Регулярне сполучення було відкрито в 1851 році. Спочатку вокзал мав назву Петербурзький. П'ять років по смерті імператора, станцію було перейменовано на Миколаївську (і залізницю на Миколаївську) ця назва була у вжитку до 1924 року, коли більшовики перейменували її на Октябрську (і відповідно залізницю на Октябрську), в ознаменування Жовтневої революції. Сьогоденну назву було дано за рік, коли місто Петроград було перейменовано на Ленінград.

## Далеке прямування по станції
Зі станції Москва-Пасажирська відправляються поїзди, що прямують до Санкт-Петербургу (дві третини всіх відправлень), Великий Новгород, Мурманськ, Петрозаводськ, Псков, Таллінн, Гельсінкі тощо. Пасажиропотік Ленінградського вокзалу дорівнює понад 500 чоловік/год.
Зі станції Москва-Пасажирська станом на жовтень 2015 відправляються наступні фірмові, швидкісні поїзди і поїзди підвищеної комфортності:
| № потяга                       | Маршрут руху              | № потяга                       | Маршрут руху              |
| ------------------------------ | ------------------------- | ------------------------------ | ------------------------- |
| 1 «Червона стріла»             | Санкт-Петербург — Москва  | 2 «Червона стріла»             | Москва — Санкт-Петербург  |
| 3 «Експрес»                    | Санкт-Петербург — Москва  | 4 «Експрес»                    | Москва — Санкт-Петербург  |
| 5 «Двоповерховий потяг»        | Санкт-Петербург — Москва  | 6 «Двоповерховий потяг»        | Москва — Санкт-Петербург  |
| 10 «Псков»                     | Псков — Москва            | 10 «Псков»                     | Москва — Псков            |
| 15 «Арктика»                   | Мурманськ — Москва        | 16 «Арктика»                   | Москва — Мурманськ        |
| 17 «Карелія»                   | Петрозаводськ — Москва    | 18 «Карелія»                   | Москва — Петрозаводськ    |
| 19 «Мегаполіс»                 | Санкт-Петербург — Москва  | 20 «Мегаполіс»                 | Москва — Санкт-Петербург  |
| 25 «Смєна — Августин Бетанкур» | Санкт-Петербург — Москва  | 26 «Смєна — Августин Бетанкур» | Москва — Санкт-Петербург  |
| 29                             | Санкт-Петербург — Москва  | 30                             | Москва — Санкт-Петербург  |
| 31 «Лев Толстой»               | Гельсінкі — Москва        | 32 «Лев Толстой»               | Москва — Гельсінкі        |
| 34                             | Таллінн — Москва          | 34                             | Москва — Таллінн          |
| 42                             | Великий Новгород — Москва | 42                             | Москва — Великий Новгород |
| 53 «Гранд-Експрес»             | Санкт-Петербург — Москва  | 54 «Гранд-Експрес»             | Москва — Санкт-Петербург  |
| 55                             | Санкт-Петербург — Москва  | 56                             | Москва — Санкт-Петербург  |
| 61                             | Санкт-Петербург — Москва  | 62                             | Москва — Санкт-Петербург  |
| 63 «Дві столиці»               | Санкт-Петербург — Москва  | 64 «Дві столиці»               | Москва — Санкт-Петербург  |
| 91                             | Мурманськ — Москва        | 92                             | Москва — Мурманськ        |
| 127                            | Санкт-Петербург — Москва  | 128                            | Москва — Санкт-Петербург  |
| 187                            | Санкт-Петербург — Москва  |                                |                           |
| 205                            | Санкт-Петербург — Москва  | 206                            | Москва — Санкт-Петербург  |
| 209                            | Санкт-Петербург — Москва  | 210                            | Москва — Санкт-Петербург  |
| 257                            | Санкт-Петербург — Москва  | 258                            | Москва — Санкт-Петербург  |
| 279                            | Санкт-Петербург — Москва  |                                |                           |
| 747 «Невський експрес»         | Санкт-Петербург — Москва  | 748 «Невський Експрес»         | Москва — Санкт-Петербург  |
| 751 «Сапсан»                   | Санкт-Петербург — Москва  | 752 «Сапсан»                   | Москва — Санкт-Петербург  |
| 753 «Сапсан»                   | Санкт-Петербург — Москва  | 754 «Сапсан»                   | Москва — Санкт-Петербург  |
| 755 «Сапсан»                   | Санкт-Петербург — Москва  | 756 «Сапсан»                   | Москва — Санкт-Петербург  |
|                                |                           | 758 «Сапсан»                   | Москва — Санкт-Петербург  |
|                                |                           | 760 «Сапсан»                   | Москва — Санкт-Петербург  |
| 765 «Сапсан»                   | Санкт-Петербург — Москва  |                                |                           |
| 767 «Сапсан»                   | Санкт-Петербург — Москва  |                                |                           |
| 769 «Сапсан»                   | Санкт-Петербург — Москва  | 770 «Сапсан»                   | Москва — Санкт-Петербург  |
| 771 «Сапсан»                   | Санкт-Петербург — Москва  | 772 «Сапсан»                   | Москва — Санкт-Петербург  |
| 777 «Сапсан»                   | Санкт-Петербург — Москва  | 778 «Сапсан»                   | Москва — Санкт-Петербург  |
| 779 «Сапсан»                   | Санкт-Петербург — Москва  | 780 «Сапсан»                   | Москва — Санкт-Петербург  |

## Приміські потяги
Зі станції Москва-Пасажирська курсують приміські електропоїзди Ленінградського напрямку до станцій Крюково (Зеленоград), Подсолнечна (Солнєчногорськ), Клин, Конаково, Твер.